# Старі Багази
Старі Багази́ (рос. Старые Багазы, башк. Иҫке Бағаҙы) — присілок у складі Караідельського району Башкортостану, Росія. Входить до складу Караідельської сільської ради.
Населення — 496 осіб (2010; 472 у 2002).
Національний склад:
- башкири — 97 %